# ボロディン弦楽四重奏団
ボロディン弦楽四重奏団（露：Квартет имени Бородина, 英語：Borodin Quartet）は、旧ソ連邦において1945年に結成されたロシアの弦楽四重奏団。歴代メンバーの亡命や国外流出を経てなお現在、精力的に活動を続けている。

## 沿革・概要
ボロディン弦楽四重奏団は、1912年にブリュッセルで結成後ウィスコンシン州マディソンに拠点を移して活動を続けている「プロ・アルテ弦楽四重奏団」に次いで活動歴の長い弦楽四重奏団であり、2015年には結成70周年を迎えた。
元来は「モスクワ・フィルハーモニー四重奏団」と名乗っていたが、1955年に、近代ロシアの室内楽の開拓者というべき作曲家アレクサンドル・ボロディンにちなんで改名された。ソ連の誇るピアニスト、スヴャトスラフ・リヒテルと長年にわたって共演を重ねてきた。
作曲家ドミートリイ・ショスタコーヴィチとゆかりが深く、しばしば作曲の相談を受けた。このためショスタコーヴィチの弦楽四重奏曲の録音が数多いが、メロディア・レーベルへは、とりわけフランクやドビュッシーらフランス近代音楽の録音によって名声を馳せた。

## 歴代メンバー
- 第1ヴァイオリン
  - 初代 = ロスティスラフ・ドゥビンスキー （～1976年）
  - 第2代 = ミハイル・コペルマン （～1997年）
  - （現在） = ルーベン・アハロニアン
- 第2ヴァイオリン
  - 初代 = ヴラディーミル・ラベイ （～1947年）
  - 第2代 = ニーナ・バルシャイ（～1953年）
  - 第3代 = ヤロスラフ・アレクサンドロフ （～1974年）
  - 第4代 = アンドレイ・アブラメンコフ （～2011年）
  - （現在） = セルゲイ・ロモフスキー
- ヴィオラ
  - 初代 = ルドルフ・バルシャイ （～1953年）
  - 第2代 = ディミトリー・シェバリーン （～1995年）
  - （現在） = イーゴリ・ナイディン
- チェロ
  - 初代 = ヴァレンティン・ベルリンスキー  （～2007年）
  - （現在） = ウラディーミル・バルシン